# Erysimum kuemmerlei
Erysimum kuemmerlei là một loài thực vật có hoa trong họ Cải. Loài này được Jáv. mô tả khoa học đầu tiên năm 1921.